# 6.25 전쟁 의료지원 국가

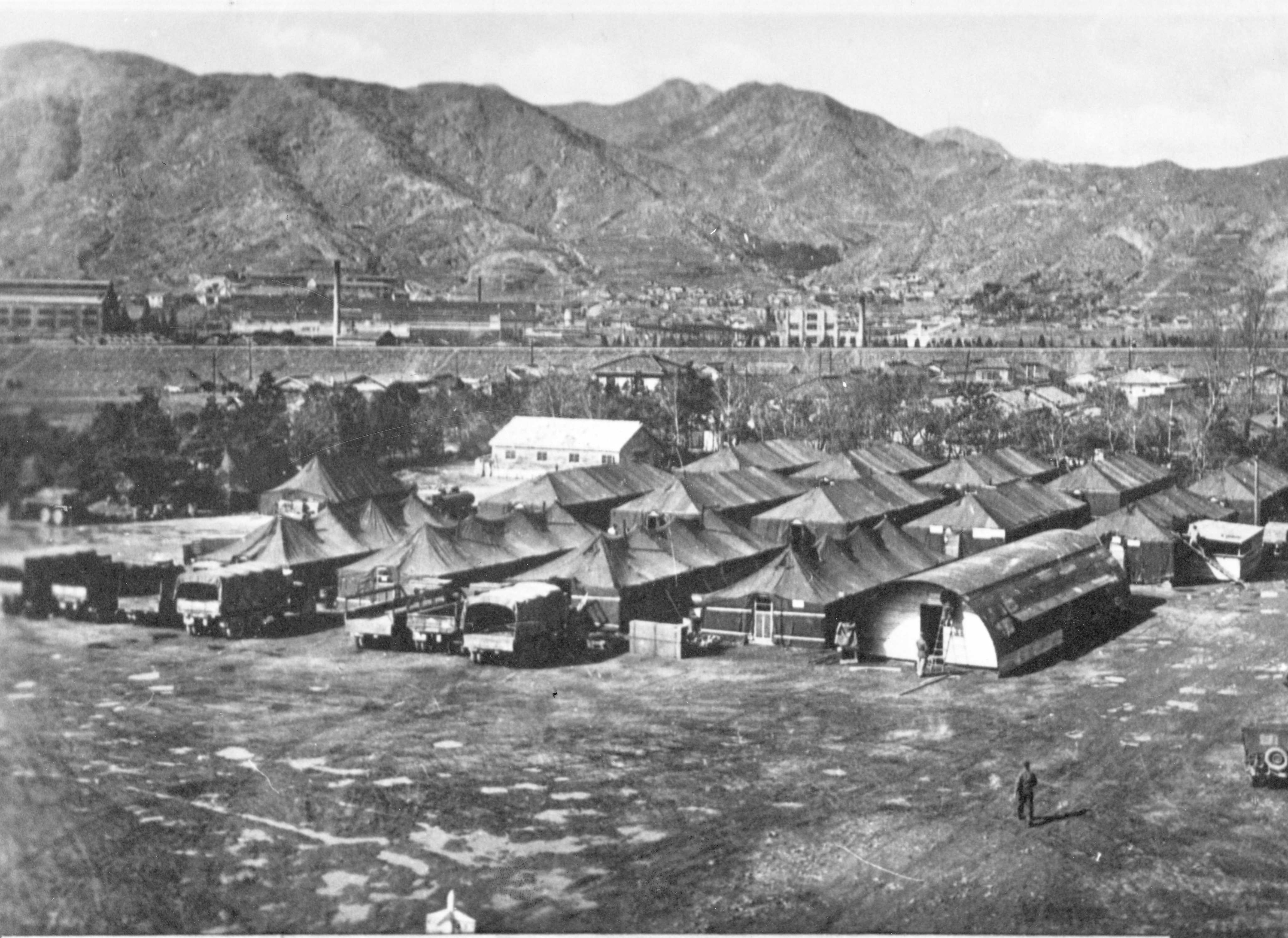
전쟁 당시 부산에 설립된 스웨덴 적십자 병원

6.25 전쟁 의료지원 국가는 6.25 전쟁 중 의료진을 파견한 국가들이다. 대한민국에 의료 지원을 수행한 나라에는 스웨덴, 인도, 덴마크, 노르웨이, 이탈리아, 서독이 있었다. 조선민주주의인민공화국에도 소련과 중국 외에 체코슬로바키아와 헝가리 인민공화국에서 의료지원을 하였다.

## 유엔군 측

### 스웨덴

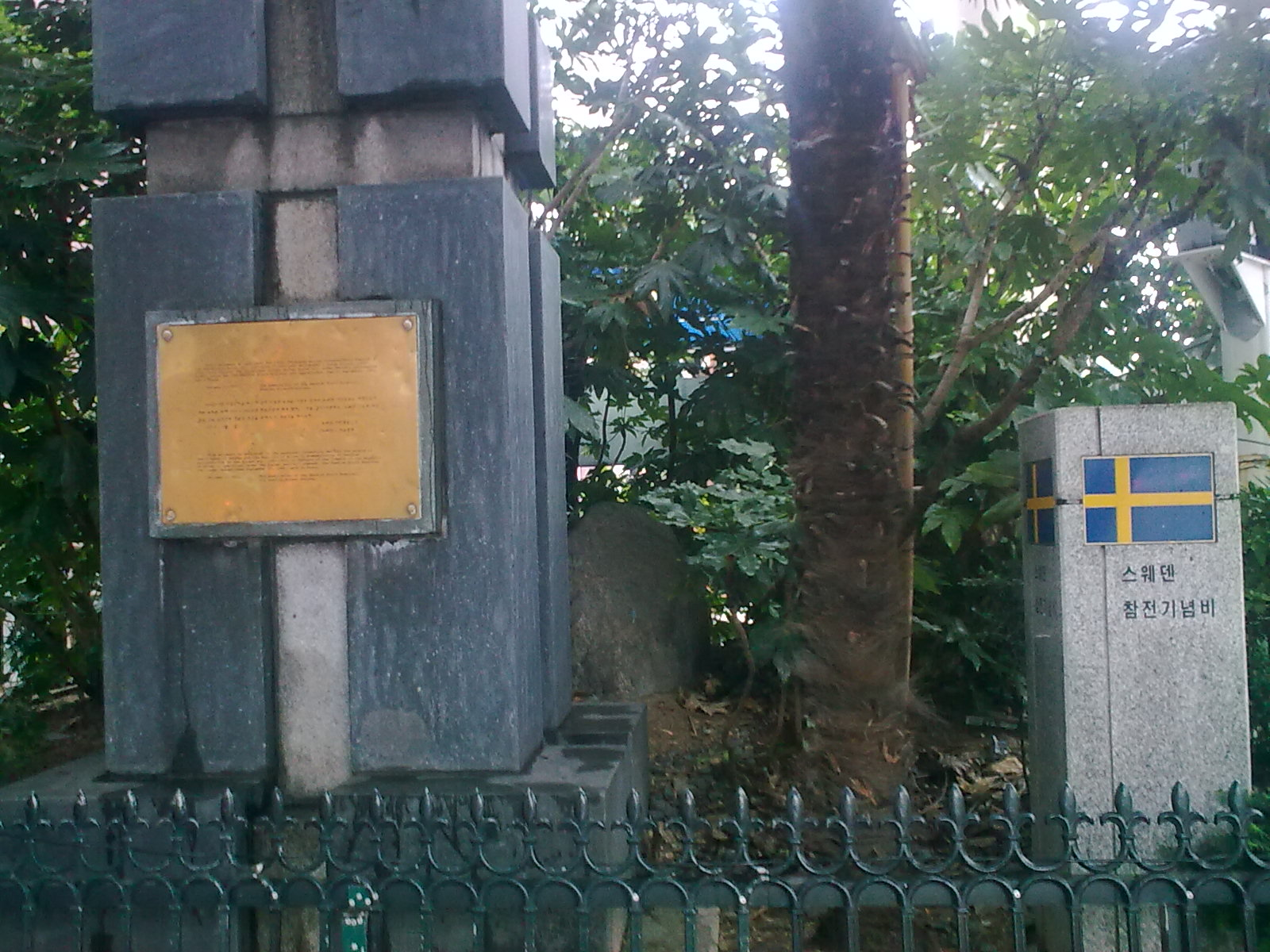
부산 롯데백화점 근처에 있는 스웨덴 의료지원 기념비

- 병원 / 부대: 스웨덴 적십자야전병원 (Svenska Röda Korset-sjukhuset)
- 입국: 1950년 9월 14일 (선발대) / 1950년 9월 23일 (본대)[1]
- 출국: 1957년 4월
- 병원 / 부대 운영기간: 1950년 9월 25일 (진료 시작) ~ 1957년 3월 25일 (폐원일)
- 활동 지역: 부산
- 파견 인원: 170 (근무인원) / 1,124 (연인원)
- 수상 내역:
  - 대통령표창: (1957-03-20)[2]

현재까지 무장 영세 중립국을 고수하는 스웨덴은 한국전쟁 당시 제일 먼저 의료지원단을 보냈다. 의사 10명, 간호사 30명, 기타 행정 등의 요원을 포함하여 160명의 적십자 병원을 조직하여 보냈고, 이들은 9월 23일에 한국에 도착했다. 초대 병원장은 칼 에릭 그로스(Karl Erik Groth) 대령이었는데, 이 사람도 의사였는지, 아니면 그냥 군인인지는 확인하지 못했다. 처음에는 부산에 200병상 규모의 병원을 세웠으나, 점점 커져 400병상까지 갔다고 한다. 스웨덴 적십자 야전병원은 부상병들만 치료한 것이 아니라 민간인들도 치료했으며, 아직 의료 수준이 낮았던 한국 의료진에게 선진 의료 기술을 전달했다.
1953년 7월 휴전 협정 체결 이후에는 부산 스웨덴 병원(Swedish Hospital in Pusan)으로 명칭을 바꾸고 민간구호에 주력하였다.
1957년 3월 20일 폐원식과 함께 운영을 중단하고 의료진은 3월말 혹은 4월초 본국으로 철수하였다.
한편 1951년, UN 의료지원단에 속해있던 스웨덴, 덴마크, 노르웨이는 1951년부터 한국의 붕괴된 의료 체계를 복구하기 위한 논의를 시작하였고, 1958년 스웨덴, 덴마크, 노르웨이 스칸디나비안 3국,  UN한국부흥위원회(UNKRA), 한국 정부는 3자 협력으로 스칸디나비아 교육병원을 세우기로 했다. 그리하여 1958년 10월 1일 을지로 6가에 있었던 서울시립시민병원 터에 국립중앙의료원이라는 이름으로 개원식을 가지고, 같은 해 11월 28일부터 진료를 시작하였다.
부산광역시 부전동 롯데백화점 옆에 스웨덴 의료지원 기념비가 세워졌다. 원래 이 자리는 스웨덴 적십자 야전병원이 있던 곳이었다. 지난 2005년 9월 26일에 오래된 기념비를 다시 제막하는 행사가 열렸다. 아 행사에는 스튜레 안데르손 스웨덴 군 의무사령관을 비롯해 김록권 육군본부 의무감, 중립국 감시위원회 스웨덴 대표부 라스 프리스크 장군, 부산 지역 주둔 사단인 서진현 53사단장, 하랄드 산드베리 주한 스웨덴 대사, 유재진 스웨덴 영사 등이 참석했다.

### 인도
- 병원 / 부대: 인도 육군 제60공수야전병원 (Indian Army 60th Parachute Field Ambulance)
- 입국: 1950년 11월 20일
- 출국: 1954년 2월 23일
- 병원 / 부대 운영기간: 1950년 12월 4일 ~ 1953년 8월 (9월부터 영연방사단을 떠나 인도 포로송환관리단에 합류)
- 활동 지역: 평양, 문산, 가평, 대구
- 파견 인원: 333~346 (근무인원) / 627 (연인원)
- 순직: 3, 부상: 23
- 수상 내역:
  - United States Meritorious Unit Commendation: (날짜 미상)

1950년 11월 20일, 의사 15명(일반의사 8명, 외과의사 4명, 마취의사 2명, 치과의사 1명), 행정관 1명, 보급관 1명, 위생병 329명으로 구성된 인도 육군소속 제60공수야전병원의 부대원들이 부산에 도착했다.
1950년 12월 4일 평양에 투입되어 본격적인 활동을 시작하였고 이 부대는 인도군 공수사단 소속 부대로 공수작전도 가능한 부대였기에 이 점을 살려 1951년 3월 23일, 문산 공수작전 시에 미국 제187연대전투단과 함께 강하하여 지원했다.
제60공수야전병원은 둘로 나뉘어 1개 부대는 영연방 제27보병여단에 배속되어 영국군을 직접 지원했고, 나머지 1개 부대는 대구에 주둔하며 한국 육군병원과 민간인 치료를 지원했다. 영연방 여단에 배속된 인도군 의무부대는 1951년 7월 28일에 영연방군을 통합한 영연방 사단이 창설되자 그대로 사단 야전병원을 운영하였다.. 전쟁 말기, 포로송환감시단으로 인도군이 파견되자, 인도군 포로송환감시단에 통합되어 포로 송환 업무를 지원했고, 1954년에 2월 23일에 인도군 포로송환감시단과 함께 완전히 철수하였다.

### 덴마크

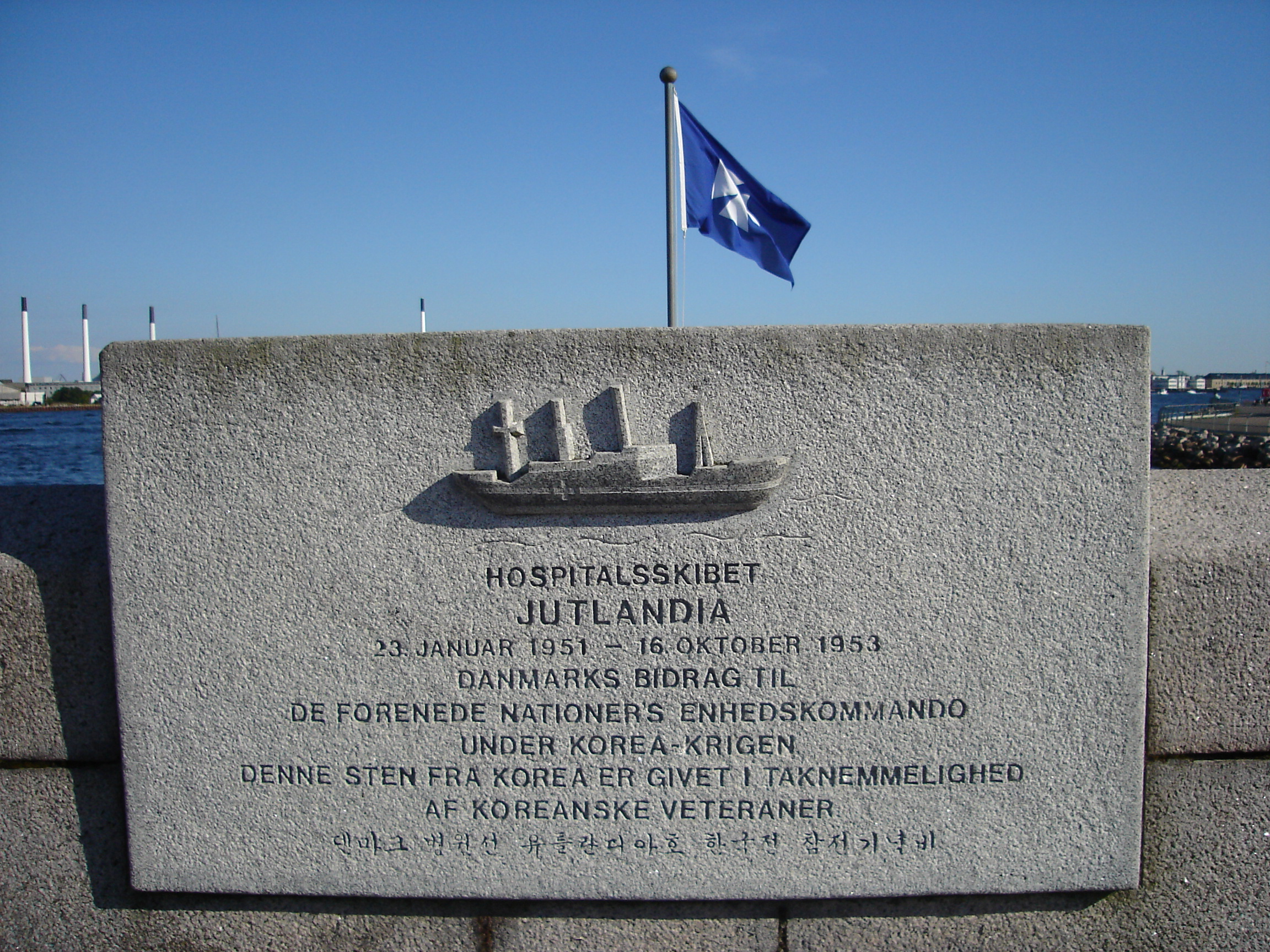
덴마크 코펜하겐에 있는 MS 윌란디아 기념비

- 병원 / 부대: 덴마크 적십자 병원선 '유틀란디아 호' (MS Jutlandia)
- 입국: 1951년 3월 7일
- 출국: 1953년 8월 16일
- 병원 / 부대 운영기간: 1951년 3월 10일 (진료 시작) ~ 1953년 8월 (정확한 진료 종료 시점 미상)
- 활동 지역: 부산항, 인천항 (1952년 11월 20일부터)
- 파견 인원: 100 (근무인원) / 630 (연인원)
- 수상 내역:
  - 대통령표창:[5][6] 2회 (1952-03-27[7], 1954-08-27)

덴마크는 5개국 중에서 3번째로 의료지원단을 파견했다. 덴마크는 다른 나라들과 달리 100명의 인원과 함께 병원선인 '유틀란디아 호' (8,500톤급)을 파견하였고, 이 병원선 '유틀란디아 호'는 초기에는 부산항을 거점으로 활동하다, 1952년 가을부터는 인천항에 정박하여 의료지원을 수행했다.  덴마크 병원선은 의료진 교체와 보급품 확보를 위해 전쟁 중에 2번 덴마크로 귀환했는데, 이때 유럽 각국에서 파견된 국가들의 부상병들 및 송환된 포로를 함께 데리고 가기도 했다(벨기에, 프랑스, 그리스, 네덜란드, 터키와, 수에즈 운하를 통과하기 전에 거치게 되는 에티오피아). 덴마크 병원선은 1953년 8월 16일에 한국을 떠났다.

### 노르웨이

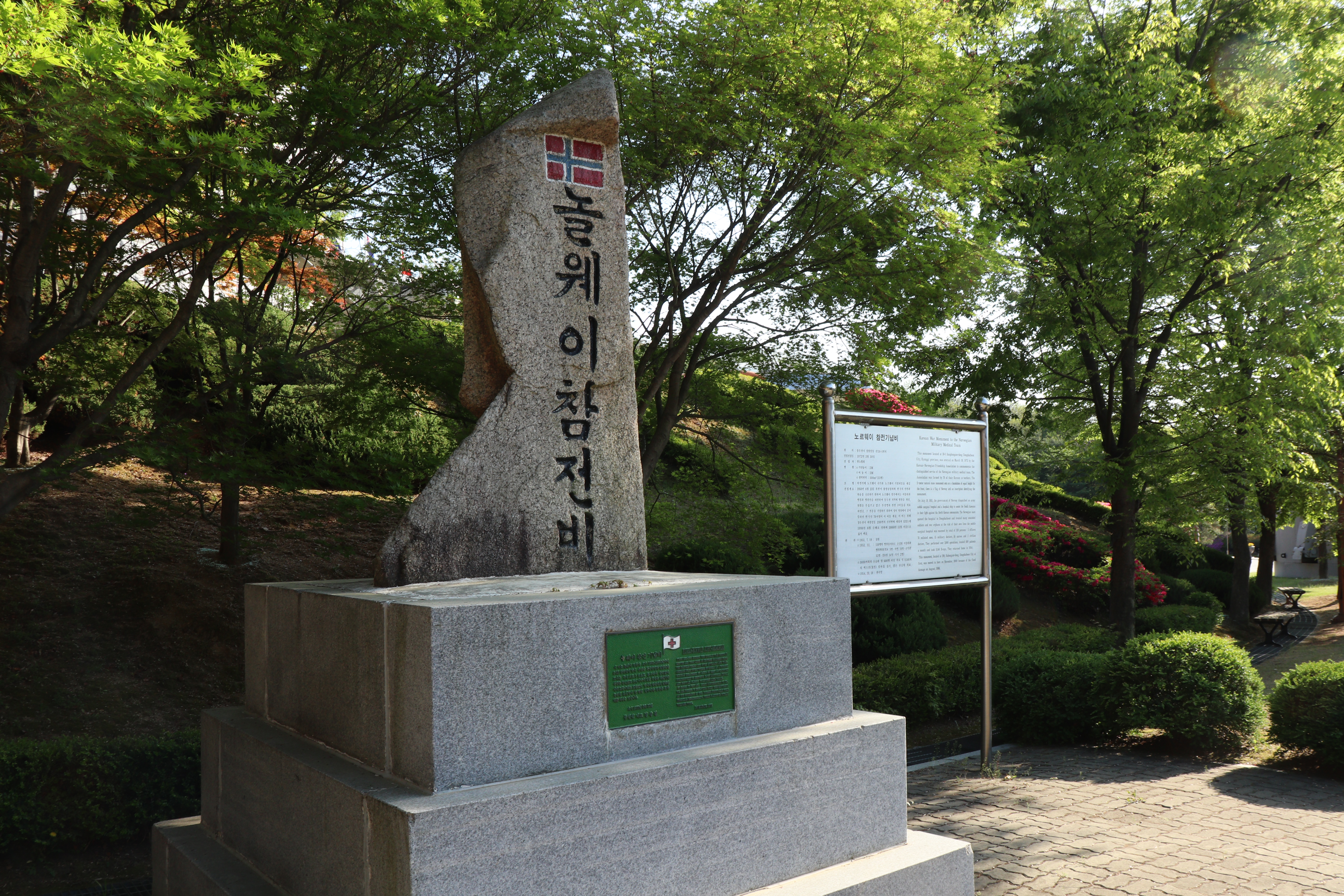
동두천 자유수호평화박물관 야외전시장에 있는 기념비

- 병원 / 부대: 노르웨이 육군 이동외과병원 (Norwegian Mobile Army Surgical Hospital, NORMASH)
- 입국: 1951년 6월 22일
- 출국: 1954년 11월 4일[8]
- 병원 / 부대 운영기간: 1951년 7월 19일 (개원일) ~ 1954년 11월 (정확한 폐원일 시점 미상)
- 활동 지역: 의정부, 동두천
- 파견 인원: 109 (근무인원) / 623 (연인원)
- 순직: 3
- 수상 내역:
  - 대통령부대표창: 2회 (1952-10-06, 1953-11-23)
  - United States Meritorious Unit Commendation: 2회 (날짜 미상)

노르웨이는 4번째로 의료진을 파견했다. 의무 및 행정요원 83명으로 구성된 60병상 규모의 야전병원이었고, 나중에 106명으로 늘어났다.  1951년 6월 22일에 한국에 도착하여 1951년 7월 19일부터 1954년 10월 18일까지 이동외과병원을 운영하였다.
파견 기간 중 대부분을 서울 북쪽에서 미국 제1군단(대한민국 제1보병사단, 미국 제24보병사단, 제1기병사단)을 지원했으며, 여유가 있으면 주변 민간인들도 치료했다. 병원 인력은 6개월마다 교체하였으며, 연 근무 인원은 623명이었다.

### 이탈리아
- 병원 / 부대: 이탈리아 제68적십자병원 (L’OSPEDALE Croce Rossa Italiana N°68)
- 입국: 1951년 11월 16일
- 출국: 1955년 1월 2일
- 병원 / 부대 운영기간: 1951년 12월 6일 (개원일) ~ 1954년 12월 30일 (병원 한국 정부 이관일)
- 활동 지역: 서울 영등포구
- 파견 인원: 72 (근무인원) / 189 (연인원)
- 수상 내역:
  - 대통령부대표창: 2회 (1952-10-06, 1954-12-22)

5번째 파견국가는 이탈리아로 이탈리아 제68적십자병원이 한국에 도착한 것은 1951년 11월 16일이었으며, 1955년 1월 2일에 철수했다. 150 병상 규모였으며, 군의관 6명, 약제사 1명, 간호원 6명, 위생병 50명이 주축이었다. 서울시 영등포구에서 의료 지원 활동을 했다.

### 독일
- 병원 / 부대: 서독 적십자 병원
- 입국: 1954년 1월 28일 (선발대) / 1954년 2월 (본대)
- 출국: 1959년 4월
- 병원 운영기간: 1954년 5월 17일 (개원일) ~ 1959년 3월 14일 (폐원일)
- 활동 지역: 부산
- 파견 인원: 80 (근무인원) / 200 (연인원)
- 수상내역:
  - 미국 동엽(銅葉) 자유훈장: '귄터 후베르 (Günther Huwer)' - 병원장 (1956-09-28)[9]
  - 대통령표창: '칼 하우저 (Karl Hauser)' - 병원 엔지니어, 유일한 생존자 (2017-07-05)[10][11]

서독 적십자 병원은 1954년 5월부터 1959년 3월까지 24만 명 이상의 환자를 수용했다. 6000명 이상의 출산을 도왔고, 1만6000여 건의 수술을 집도했다.
이러한 활약에도 그동안 독일은 6.25전쟁 의료지원국에 포함되지 않았다. 이유는 서독 적십자 병원이 정전협정 이후부터 본격적으로 활동했기 때문이다.
그러나 2017년 7월 문재인 대통령이 독일을 방문했을 때 독일 의료지원단원과 후손을 만나 감사의 마음을 전하면서 독일의 6·25전쟁 참전 사실이 주목받았다.
이후 국방부와 학계 고증을 거쳐 2018년 6월 독일을 6·25전쟁 의료지원국으로 공식 인정하고 참전국에 포함시켰다.

## 공산군 측

### 체코슬로바키아
체코슬로바키아에서는 한국 전쟁 당시 조선민주주의인민공화국에 의료 지원대를 파견하였다. 전쟁 이후 한국인 의사 4명은 자유와 독립 2호 훈장, 21명의 기타 의사, 간호사, 의료 지원병은 국가 3호 훈장을 받았다. 체코슬로바키아 의사 3명은 병원 훈장, 15명은 용기 훈장을 수여받았다.
체코슬로바키아 출신 미국 망명자 얀 셰이나(Jan Šejna)가 1996년 9월 17일 발표한 회고록에 따르면 그는 잡힌 미군 포로를 체코로 이동시켜 프라하 스트르제쇼비체(Střešovice)에 있는 군사 병원에서 생체 실험을 했다고 하였다. 체코 정부에서는 이 주장을 증명할 수 있는 자료는 없으며, 그가 언급했던 사람은 한국 전쟁 당시 의료 지원단으로 복무하지도 않았으며, 한국 전쟁에서 했던 활동을 비밀에 부칠 이유는 없다고 하였다. 당시 조선민주주의인민공화국에서 많은 사람들이 체코슬로바키아에 파견되었고, 의사들은 자주 바뀌었고 장비는 부족했으며, 기밀을 취급할 수 없었다.

## 같이 보기
- 6.25 전쟁 참전 국가
- 6.25 전쟁 유엔군 파병 국가

## 참고 문헌
- 6.25 전쟁과 유엔군 - 국방부 군사편찬연구소, 2015 (E-BOOK) 보관됨 2023-07-09 - 웨이백 머신
- 6.25 전쟁과 유엔군 - 국방부 군사편찬연구소, 2015 (PDF) 보관됨 2023-07-09 - 웨이백 머신
- 통계로 본 6.25 전쟁 - 국방부 군사편찬연구소, 2014 (E-BOOK) 보관됨 2023-07-09 - 웨이백 머신
- 통계로 본 6.25 전쟁 - 국방부 군사편찬연구소, 2014 (PDF) 보관됨 2021-01-11 - 웨이백 머신
- 유엔군 지원사 - 국방부 군사연구소, 1998 (E-BOOK) 보관됨 2023-07-09 - 웨이백 머신
- 유엔군 지원사 - 국방부 군사연구소, 1998 (PDF) 보관됨 2023-07-09 - 웨이백 머신
- 한국전쟁 요약 - 국방부 전사편찬위원회, 1986 (PDF) 보관됨 2023-07-09 - 웨이백 머신
- 한국전쟁사 제11권 - 유엔군 참전편 (뉴질랜드, 필리핀, 남아프리카 공화국, 태국, 튀르키예, 영국, 미국, 덴마크, 인도, 이탈리아, 노르웨이, 스웨덴) - 국방부 전사편찬위원회, 1980 (E-BOOK) 보관됨 2023-07-07 - 웨이백 머신
- 한국전쟁사 제11권 - 유엔군 참전편 (뉴질랜드, 필리핀, 남아프리카 공화국, 태국, 튀르키예, 영국, 미국, 덴마크, 인도, 이탈리아, 노르웨이, 스웨덴) - 국방부 전사편찬위원회, 1980 (PDF) 보관됨 2023-07-09 - 웨이백 머신

- The History of the UN Forces in the Korean War-2 (Australia, Canada, India, New Zealand, United Kingdom) - ROK Ministry of National Defense Institute for Military History, 1981 (E-BOOK) 보관됨 2023-07-09 - 웨이백 머신
- The History of the UN Forces in the Korean War-2 (Australia, Canada, India, New Zealand, United Kingdom) - ROK Ministry of National Defense Institute for Military History, 1981 (PDF) 보관됨 2023-06-05 - 웨이백 머신
- The History of the UN Forces in the Korean War-3 (Belgium, Colombia, France, Greece, Luxembourg, Netherlands, Denmark, Italy, Norway, Sweden) - ROK Ministry of National Defense Institute for Military History, 1974 (E-BOOK) 보관됨 2023-07-09 - 웨이백 머신
- The History of the UN Forces in the Korean War-3 (Belgium, Colombia, France, Greece, Luxembourg, Netherlands, Denmark, Italy, Norway, Sweden) - ROK Ministry of National Defense Institute for Military History, 1974 (PDF) 보관됨 2023-06-05 - 웨이백 머신
- The History of the UN Forces in the Korean War-6 (Summary) - ROK Ministry of National Defense Institute for Military History, 1977 (E-BOOK) 보관됨 2023-07-09 - 웨이백 머신
- The History of the UN Forces in the Korean War-6 (Summary) - ROK Ministry of National Defense Institute for Military History, 1977 (PDF) 보관됨 2023-06-28 - 웨이백 머신